# Szlaban (mebel)

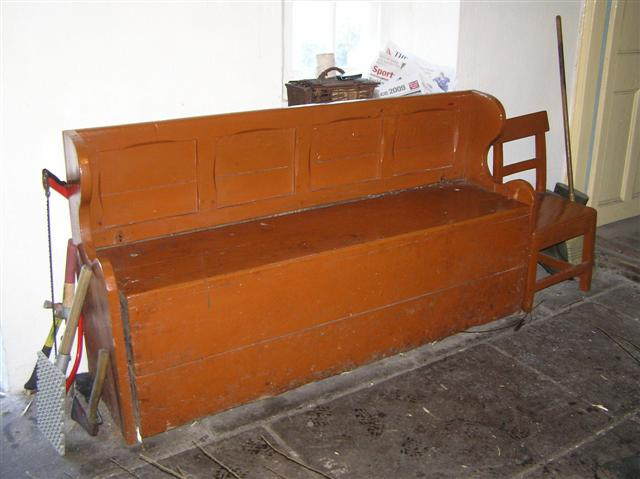
Zamknięty szlaban

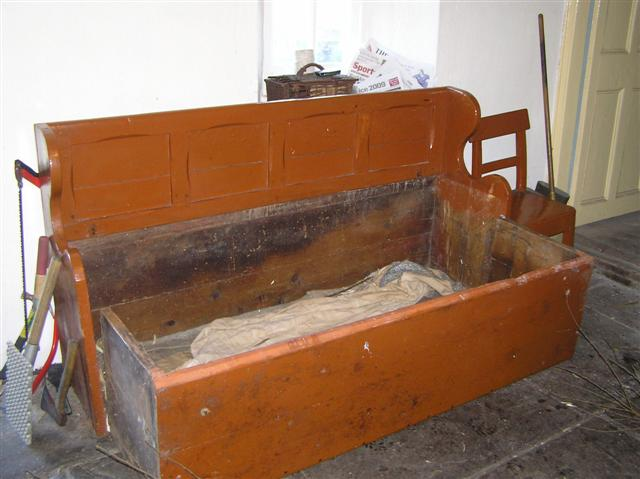
Szlaban po otwarciu

Szlaban, szlabanek, ślubanek (również szelbąg lub szelbiąg, z niem. Schlafbank – ława do spania) – prosty, zwykle ludowy mebel służący w dzień za ławę do siedzenia, a na noc za łóżko. Był używany w średniowieczu, głównie przez biednych.
Rozkładanie polegało na podniesieniu siedziska i wysunięciu części przedniej oskrzyni wraz z nogami, co odsłaniało wnętrze skrzyni, w której mieścił się siennik.